# آدام گرگوری (هنرپیشه)
آدام گرگوری (انگلیسی: Adam Gregory؛ زادهٔ ۲۸ دسامبر ۱۹۸۷) یک هنرپیشه اهل ایالات متحده آمریکا است. وی از سال ۲۰۰۷ میلادی تاکنون مشغول فعالیت بوده‌است.